# Sayeeda Khanam
Sayeeda Khanam (29. prosince 1937 distrikt Pabna – 18. srpna 2020 Dháka) byla první profesionální bangladéšská fotografka. Prostřednictvím své fotografie se zabývala mnoha důležitými událostmi v osvobozenecké válce v Bangladéši v roce 1971.

## Životopis
Khanam se narodila v okrese Pabna v tehdejším bengálském předsednictví v Bangladéši. Je nejmladší ze dvou bratrů a čtyř sester. Její zájem o fotografii začal ve velmi raném věku, když jí sestra koupila fotografickou kameru Rolleicord. Nikdy neabsolvovala žádné institucionální fotografické studium, ale učila se ze zahraničních fotografických časopisů, které jí dával majitel ateliéru Jaidi's studio v Dháce.
Khanam dokončila magisterské studium bengálské literatury a knihovnictví na univerzitě v Dháce.

## Kariéra
V roce 1956 zahájila svoji kariéru fotografky v redakci Begum, což byly ve své době jediné noviny věnované ženám. Její fotografie byly publikovány v několika zahraničních novinách a zúčastnila se mnoha národních i mezinárodních seminářů. Pracovala jako fotografka ve třech filmech režiséra Satjádžita Ráje. Kromě toho také portrétovala významné osobnosti, jako například Elizabeth Bowes-Lyon, Neil Armstrong, Buzz Aldrin, Matka Tereza, Indira Gándhíová a Mudžíbur Rahmán.
Khanam pracovala jako knihovnice v seminární knihovně bengálské literatury na univerzitě v Dháce od roku 1974 do roku 1986. Po válce na chvíli pracovala dobrovolně jako zdravotní sestra ve Svaté rodinné nemocnici.

## Výstavy a ocenění
Khanam měla svou první mezinárodní výstavu v roce 1956 po účasti na Mezinárodní výstavě fotografií a kinematografie v Kolíně nad Rýnem. Ve stejném roce byla její díla vystavena na výstavě International Photography konané v Dháce a později vystavovala na mezinárodních soutěžích v Japonsku, Francii, Švédsku, Pákistánu a na Kypru. V Dháce byly také vystaveny její práce o Matce Tereze, zpěvačce Konice Bandopadhaya zpívající písně Rabindra Sangeet a také fotografie Satjádžita Ráje. 
V roce 1960 obdržela ocenění v rámci All Pakistan Photo Contest a v roce 1985 byla vyznamenána cenou UNESCO za fotografii. Získala řadu dalších ocenění od několika národních a mezinárodních organizací. Je celoživotní členkou Bangladéšské Mahily Samiti a Bangla Academy.